# Gradzanowo (gromada)
Gradzanowo – dawna gromada, czyli najmniejsza jednostka podziału terytorialnego Polskiej Rzeczypospolitej Ludowej w latach 1954–1972.
Gromady, z gromadzkimi radami narodowymi (GRN) jako organami władzy najniższego stopnia na wsi, funkcjonowały od reformy reorganizującej administrację wiejską przeprowadzonej jesienią 1954 do momentu ich zniesienia z dniem 1 stycznia 1973, tym samym wypierając organizację gminną w latach 1954–1972.
Gromadę Gradzanowo z siedzibą GRN w Gradzanowie (w obecnym brzmieniu Gradzanowo Kościelne) utworzono – jako jedną z 8759 gromad na obszarze Polski – w powiecie sierpeckim w woj. warszawskim, na mocy uchwały nr VI/10/19/54 WRN w Warszawie z dnia 5 października 1954. W skład jednostki wszedł obszar dotychczasowej gromady Gradzanowo ze zniesionej gminy Gradzanowo w powiecie sierpeckim oraz obszary dotychczasowych gromad Gradzanowo Zbęskie i Gradzanowo Włościańskie ze zniesionej gminy Ratowo w powiecie mławskim (woj. warszawskie). Dla gromady ustalono 13 członków gromadzkiej rady narodowej.
29 lutego 1956 z gromady Gradzanowo wyłączono część wsi Gradzanowo Włościańskie włączając ją do gromady Radzanów w powiecie mławskim.
1 stycznia 1959 z gromady Gradzanowo wyłączono wsie Gradzanowo Włościańskie i Gradzanowo Zbęskie oraz kolonię Gradzanowo-Łąki, włączając je do gromady Radzanów w powiecie mławskim, po czym gromadę Gradzanowo zniesiono, a jej (pozostały) obszar włączono do gromady Siemiątkowo Koziebrodzkie w powiecie sierpeckim.